# Mecanisme de Peaucellier-Lipkin

Mecanisme de Peaucellier-Lipkin :
les barres del mateix color tenen la mateixa longitud.

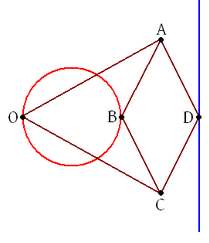
Geometria d'un mecanisme Peaucellier-Lipkin.

El mecanisme de Peaucellier–Lipkin és un conjunt de barres articulades que transforma un moviment circular en un moviment rectilini.
Les barres es mouen en plans paral·lels molt propers i es considera que es mouen en un sol pla.
Fou inventat el 1864 pel francès Charles-Nicolas Peaucellier (1832-1913) i el lituà Yom Tov Lipman Lipkin. El primer era un oficial de l'exèrcit i el segon un jueu fill del rabí Israel Salander.
Aquest mecanisme fou molt útil en el desenvolupament de la màquina de vapor.
Un mecanisme semblant, el mecanisme de Sarrus, fou anterior però no es va aplicar a cap màquina degut a la seva complexitat.

## Geometria
Segons la figura adjunta hi ha sis barres rígides (de longitud constant): OA, OC, AB, BC, CD, DA.
Les longituds són: OA=OC, AB=BC=CD=DA.
Si el punt O és fix i el punt B es mou seguint un cercle (indicat en vermell a la figura) que passa per O, aleshores el punt D es mourà segons una línia recta (indicada en blau).